# Colt Single Action Army
Colt Single Action Army, imenovan tudi Colt SAA, Colt Model 1873 ter Colt Peacemaker, je znan ameriški revolver zadnjak iz časov divjega zahoda.

## Zgodovina
Revolver je leta 1872 začel razvijati William Mason, razlog za ta dizajn pa leži v tem, da je podjetje Colt leta 1872 sodelovalo na razpisu za nov službeni revolver za koensko vojsko in mornarico ZDA in s svojim modelom Open Top izpadlo iz natečaja. Komisija je Open Top izvrgla, ker je bil ta model v mehaničnem smislu povsem enak zastarelim perkusijskim revolverjem.
Novi model, poimenovan Colt Single Action Army, je bil sprva izdelan le v kalibru .45 Colt. Novo orožje je bilo v dizajnu popolnoma konzervativno, saj je imelo zaprto ogrodje, posamično polnjenje in praznjenje bobniča ter enojno delovanje sprožilca. Kljub temu je bil SAA izjemno robustno in natančno orožje, kar je prepričalo komisijo, da ga je pod imenom Colt Model 1873 sprejelo v uporabo. V uporabo so prišli revolverji s cevjo dolžine 7,5 inča, izdelani v kalibru .45 Colt.
Med letoma 1873 in 1891 je podjetje za potrebe vojske izdelalo 37.000 revolverjev Colt SAA.
Kljub povsem vojaškemu delovanju je nov revolver dosegel velik uspeh tudi na civilnem trgu. Že leta 1877 je Colt predstavil javnosti SAA v kalibru .44-40. Poteza podjetja je bila povsem logična in hkrati izjemno pametna. Ta naboj je namreč uporabljala tudi puška Winchester Model 1873, ki je bila v tistem času ena najbolj priljubljenih pušk v ZDA. Hkrati s predstavitvijo revolverja na novi naboj je Colt v standardno ponudbo dodali tudi tri standardne dolžine cevi. Tako so bile od tega leta naprej na voljo tri različne dolžine (7,5", 5,5" ter 4,75") cevi.
Kljub izjemni zanesljivosti pri delovanju pa je imel Colt Single Action Army eno veliko pomanjkljivost. Ni imel namreč vgrajene varovalke. Tako se je večkrat zgodilo, da je kladivce pri padcu na tla udarilo po nezavarovani netilki, revolver pa se je sprožil. Problem so po večini reševali tako, da so pustili komoro, na kateri je slonelo kladivce prazno, kar pa je zmanjšalo kapaciteto bobniča s šestih na pet nabojev.
Proti koncu 19. stoletja je bil ta model že tako priljubljen, da je dobil nadimek 'Colt Peacemaker (mirotvorec). Do leta 1941, ko so model nehali izdelovati je bilo skupaj izdelanih kar okoli 358.000 primerkov.
Zaradi velikega pritiska javnosti so model spet začeli izdelovati leta 1956 in ga, z občasnimi ustavitvami proizvodnje, nespremenjenega izdelujejo še danes.